# CAcert
CAcert.org 是一个社群推动的公共认证机构。它可以对个人发放免费公钥证书 (其他证书颁发机构需要收费)。截至2020年5月，该机构目前已经有 370,000 名认证用户，以及接近1,500,000份证书。
该机构的证书支持SSL，以及X.509协议
CAcert是一个非盈利性组织，2003年7月成立于澳洲，其成员分布在世界各地。目前，董事会成员有7人。

## 签发
CAcert使用程序来自动签发证书，你只需要告诉它域名和邮箱即可。因此，Cacert并不会验证请求者的身份，这造成其证书的可信度不高。如果你想获得高可靠性的证书，必须通过实际认证，与证书签发机构的人会面，通过多方面证明自己的身份。CAcert制定了一项规定，允许用户通过提供更多个人信息来提高“确认点”。
CAcert的签名提供商是CeBIT和FOSDEM.

## 根证书
2005年以来，CAcert提供Class 1 和 Class 3等级的根证书 

## 部署情况
目前，CAcert签发的证书并未被主流浏览器承认，因为浏览器内部没有附带它的根证书，而且它的证书更像是自己给自己签名，所以其可靠性还有待改进。mozilla曾经讨论承认CAcert的根证书，但是在2007年CAcert撤销了申请，因为它没有通过会计审核。
以下的操作系统附带CAcert的根证书：
- Arch Linux
- Ark Linux
- CentOS
- Debian
- FreeWRT
- Gentoo
- Maemo (installed on Nokia Internet Tablets)[來源請求] (not on Nokia N900)
- Knoppix
- Mandriva Linux
- MirOS BSD
- OpenBSD
- openSUSE
- Ubuntu, Xubuntu, Kubuntu, Lubuntu (Not in CAcert inclusion list, but actually provided by package ca-certificates now.)